# 萩原神社
萩原神社（はぎわらじんじゃ）は、大阪府堺市東区にある神社。萩原天神ともいう。
菅原道真、天穂日命、他7柱が祀られている。創建年は不詳であるが、社伝によると天徳3年（960年）に菅原道真が祀られたとされる。また旧本殿は江戸時代初期に萩原山天満宮として建造されたもので、今は境内に保管されている。明治末期には近くの7社が合祀され、広大な氏子域を有するようになった。

## 交通アクセス
- 南海高野線 萩原天神駅（はぎはらてんじん）
- 近畿自動車道美原北IC